# Demografia Statelor Unite ale Americii

Piramida populației pentru anul 2014

Statele Unite ale Americii sunt o țară diversificată rasial și etnic. Sunt recunoscute șase rase : rasa albă, rasa indiană din America, rasa nativă din Alaska, rasa asiatică, negrii sau afro-americani, nativ hawaiană și alte rase insulare din Pacific. Americanii sunt, clasificați ca spanioli sau latini și  non-spanioli sau non-latini, americanii latini și spanioli sunt o etnie diferită care constituie cel mai mare grup minoritar din această țară.
Americanii  albi (non-Spanioli/Latini și spanioli/latini) sunt o  majoritate rasială, cu o cotă de 80% din populația SUA, în estimările oficiale din Programul de Estimare a Populației (PEP),  sau 75% în Sondajele Comunitații Americane(ACS). Spaniolii și americanii latini reprezintă 15% din populație. Americanii negri sunt cea mai mare minoritate rasială, reprezentând aproape 13% din populație. Americanii albi, dar nu spanioli sau latini reprezintă  66% din totalul națiunii.
Americanii  albi sunt majoritari  în fiecare regiune, atingând cel mai înalt prag al populației în centrul și vestul Statelor Unite :  85% pe PEP, sau 83% pe ACS. 79% din această regiune central vestică sunt  non-spanioli albi, cea mai mare rată de răspândire din toate regiunile. Cu toate acestea, 35% dintre americanii albi (dacă toți americanii de culoare albă sau non-spanioli/latini) trăiesc în Sud, mai mult ca în orice regiune. Sudul  este, de asemenea, unde negrii sau afro-americanii sunt cei mai des întâlniti, cu o proprție de 55%. O pluralitate sau majoritate a fiecărui grup minoritar rămas rezident în Vest : Regiunea este locul a 42% spanioli și latini americani, 46% americanii asiatici, 48% indienii americani și nativii din  Alaska, 68%  nativii hawaieni și alte rase insulare din Pacific, 37% sunt catalogați "Două sau mai multe rase" populație (multirasiala americani), și 46% dintre oamenii din "alte rase".
Populația rurală a scăzut în ultimul secol de la 72% în 1910 la 16% în 2010.
Natalitatea după rasă, în ultimii ani
| An   | Născuți   | %    | Albi      | %      | Negri   | %      | Asiatici | %     | Amerindieni | %     | Hispanici (de orice rasă) | %      |
| ---- | --------- | ---- | --------- | ------ | ------- | ------ | -------- | ----- | ----------- | ----- | ------------------------- | ------ |
| 2011 | 3,953,590 | 100% | 3,020,355 | 76.39% | 632,901 | 16.01% | 253,915  | 6.42% | 46,419      | 1.17% | 918,129                   | 23.22% |
| 2012 | 3,952,841 | 100% | 2,999,820 | 75.89% | 634,126 | 16.04% | 272,802  | 6.90% | 46,093      | 1.17% | 907,677                   | 22.96% |
| 2013 | 3,932,181 | 100% | 2,985,757 | 75.93% | 634,760 | 16.14% | 265,673  | 6.75% | 45,991      | 1.17% | 901,033                   | 22.91% |

## Categorii rasiale și etnice
Structura rasială potrivit recensământului din 2010.
     Albi (72,4%)
     Negri (12,6%)
     Asiatici (4,8%)
     Amerindieni (0,9%)
     Hawaieni (0,2%)
     Două sau mai multe (2,9%)
     Altă rasă (6,2%)
În recensământul din 2000 și ulterior anchetele Census Bureau  din Statele Unite, americanii se auto descriu ca aparținând acestor grupuri rasiale:
- Albii: cei care au originile în oricare dintre popoarele originale din Europa, Orientul Mijlociu sau Africa de Nord.

- Afro-americanii : cei care au originea în oricare dintre grupurile rasiale din Africa.

Indian americanii sau nativii din Alaska : numiti si americani nativi : cei care au originea în oricare dintre popoarele originare de Nord, America Centrală și de Sud, și care mențin obiceiurile tribale sau devotementul comunitații.
- Asiaticii : numiți și Americani asiatici: cei care au originea în oricare dintre popoarele originale din Orientul Îndepărtat, Asia de Sud și subcontinentul indian; frecvent menționate ca fiind chinez - americani, coreean - americani, indieni - americani, filipinez - americani, vietnamez - americani, japonez - americani, etc.

- Americanii nativi sau amerindieni.

- Hawaienii nativi sau americanii insulari din Pacific : cei care au originile în oricare dintre popoarele originale din Hawaii, Guam, Samoa, Insulele Pacificului sau de altă natură.

Alte rase : corespondenții se înscriu în rasele în care se consideră ei. Această categorie este reprezentată de metisti, creoli și mulatri, pe langă aceste rase în raportul de la recensământul din 2000 au apărut și rasele : sud africane, marocane, belizeane, mexicane, portoricane, cubaneze și rasa wesort sau Piscataway (acetia declarându-se nativi americani), amestecate, interrasiale, și alții.
Două sau mai multe rase : cunoscute ca și Multirasiale: cei care se regăsesc în mai multe rase. Nu există nici o mențiune în recensământ ca aparțtinând acestor două tipuri : „Două sau mai multe rase" sau „Multirasiala", ci  doar cele de mai sus șase rase, cei care s-au înscris la mai mult de o rasă sunt clasificați ca persoane din „Două sau mai multe rase”.

### Etnii: americanii spanioli și latini
Spaniolii și americanii Latino au originile în țările vorbitoare de limba spaniolă din America Latină și Spania. Cele mai multe din țările latino-americane sunt, ca Statele Unite, din punct de vedere rasial destul de diverse. Prin urmare, nu există nici o categorie separată rasial pentru spanioli sau latini americani; atunci când răspund la întrebarea despre rase de pe formularul de recensământ aleg aceleași categorii rasiale ca toți americanii, fiind incluse și cifrele raportate pentru aceste rase. Astfel, fiecare categorie conține rasă non - hispanică sau non - latină americană si spanioli sau latini. De exemplu: categoria rasei albe conține Albii non-spanioli și albii spanioli; negrii sau afro-americanii, această categorie conține negrii non-spanioli și negri spanioli și, de asemenea, pentru toate celelalte categorii. Auto-identificarea ca spanioli sau latini, și non - spanioli sau non - latini nu este nici permisă nici interzisă.

## Structura rasială a populației

### Americanii albi
Mai mult de 300 de milioane de oameni care trăiesc în prezent în Statele Unite sunt considerați americani albi, ei reprezentând urme ale strămoșilor lor originali din popoarele Europei.
Americanii albi sunt majoritari în patruzeci și nouă de state din cincizeci, cu Hawaii ca excepție. Districtul Columbia, care nu este un stat, are, de asemenea, o majoritatece nu sunt albi. Non-spaniolii albi  sunt majoritari în patruzeci și șase state, cu Hawaii, New Mexico, California și Texas, după cum precum și în Districtul Columbia, ca excepție. Aceste cinci state au „majoritățile minoritare", adică grupurile minoritare sunt populațiile majoritare.
Non-spaniolii albi procent (66 în 2008) tinde să scadă în fiecare an, iar acest subgrup este de așteptat să devină o pluralitate din populația totală din SUA după anul 2050. Cu toate acestea, americanii albi (non-spanioli, împreună cu spanioli albi) vor rămâne majoritate totală, la 73.1% (sau 303 milioane din 420 milioane)în 2050, de la valoarea actuală și oficială de 80%.
Chiar dacă o mare parte a populației au doi sau mai mulți strămoși, numai o mică parte au declarat mai mulți de un strămoș pe persoană în recensământului din anul 2000. Aceasta înseamnă că procentele enumerate sunt semnificativ dependente de percepția subiectivă din care mai multe linii de origine sunt considerate a fi cele mai relevante de către fiecare corespondent.
Un număr mare de persoane (7,2 % din populația SUA) au declarat strămoșii lor ca fiind  americani la recensământul din 2000. Conform recensământului Census Bureau al Statelor Unite, numărul de persoane din SUA care s-au declarat americani și nici un alt strămoș a crescut de la 12.4 milioane în 1990 la 20.2 milioane în 2000. Această creștere reprezintă cea mai mare creștere numerică a oricărui grup etnic în Statele Unite în timpul anilor 1990.
Germano-americanii alcătuiesc 17,1% din populația SUA, urmată de americani irlandezi la 12% ca număr în recensământul Census din 2000. Cei mai mulți strămoși din Europa Centrală (Germania este considerată în țară Europa de Vest, nu țara în Europa Centrală) au fost polonezii, numărând atât catolicii polonezi cât și evreii așkenazi. Cei mai multi strămoși din Europa de Est au fost din Rusia, inclusiv un aflux recent de evrei ashkenazi. Au fost si alte neamuri importante din Europa Centrală, de Est și Europa de Sud, în special în Italia, precum și din Canada franceză. Majoritatea care s-au declarat  francezi - americani sunt urmașii coloniștilor catolici din  Noua Franță - exilati hughenoți au fost repede asimilați de populația britanică a Treisprezece Colonii și au ajuns să fie văzuti și auto-considerați ca supuși Coroanei  sub vechile pretenții engleze la tronul Franței. Descendenți ai coloniștilor olandezi și germani, ale căror țări ce nu au fost  în uniune personală cu monarhia britanică, s-au identificat adesea cu țările succesoare astăzi, și anume Olanda și Germania. Acest lucru ajută diasporele coloniale să se potrivească mai mult în națiunile actuale. Germania are cel mai mare grup de strămoși auto-raportați în Statele Unite.
Alte etnii  europene incluse sunt românii, olandezii/flamanzii, lituanienii, letonii, iugoslavii, grecii, maghiarii, portughezii, cehii, slovacii, Australienii și Noua Zeelandezii. Putem adăuga la strămoșii spanioli, inclusiv Isleños din Louisiana și Hispanos de sud-vest, majoritatea albilor spanioli sunt catalogați imediat ca fiind mexicani, portoricani și origini cubaneze. 
Potrivit din 2008 ACS, există 1,573,530 arabo - americani, reprezentând 0,5% din populația americană. Cel mai mare subgrup sunt, libanezii – americani cu 501,907, aproape o treime din populația arabo - americană. Peste un sfert dintre americani Arabi au susținut că au două rânduri de strămoși, unii arabi, iar ceilalți non-arabi. Asirienii au fost, de asemenea, pe lista recensământului din Statele Unite ca asirieni / Chaldean / siriacă.
Româno–americani : Pentru 2000 US Census, 367,310 de americani au indicat ca primul lor stramoș este român, în timp ce 462,526 de persoane declară că au mai mulți strămoși români. Alte surse furnizau estimări mai mari pentru numărul de românii – americani din SUA contemporană; de exemplu, Romanian-American Network, Inc.  furnizează o estimare aproximativă de 1,2 milioane.

### Afro-americanii
Aproximativ 12,4% din poporul american (3.7600.000, incluzând aproximativ 885 mii spanioli sau latini) sunt negrii sau afro-americani. Este cea mai mare minoritate rasială, spre deosebire de spanioli și Latini, care sunt cea mai mare minoritate etnică. Istoric vorbind, orice persoană cu orice origine din Africa sub-sahariană, chiar dacă acestea au fost în cea mai mare parte albă, au fost desemnate și clasificate ca "neagră", în conformitate cu "regula rasei". Astăzi, calificarea rasială depinde de autodescriere. Negrii americani au trei mari subgrupe.
Afro-americani formează cel mai mare subgrup, și sunt în primul rând descendenți ai africanilor care au fost înrobiți în SUA între anii 1860 și 1619 și s-au emancipat în timpul Războiului Civil American în 1860. Din cauza acestei istorii, originile a majorității afro-americanilor de obicei, pot fi găsite în anumite țări africane; Africa de servește ca indicator general al originii geografice.
Din punct de vedere istoric, majoritatea afro-americanilor au trăit în Africa de Sud Est și statele central sudice Alabama, Georgia, Carolina de Sud, Louisiana, Mississippi, și Texas. După primul război mondial s-au produs mari migrații a americanilor negrii din zona rurală spre nord-est datorită industrializării urbane și central vestic, într-un val mai mici, pe Coasta de Vest, care a durat până în 1960. Cu toate acestea, începând din anii 1980, această migrație din sud s-a inversat, milioane de afro-americani, mulți bine educați, se deplasează în zonele metropolitane în această regiune. Astăzi, cei mai mulți afro-americani (56%) trăiesc în Statele Unite ale Americii de Sud și în zonele urbane, dar încet,  încet se deplasează spre suburbii.
Începând din anii 1970, populația de culoare a fost susținuta de o creștere vestică a subgrupului Indian - american, cu origini în Jamaica, Haiti, Trinidad și Tobago, și Barbados. Această comunitate a numărat 2,5 milioane de persoane în 2008.
Mai recent, începând din anii 1990, a existat un aflux de imigranți din Africa sub - sahariană în Statele Unite, din cauza instabilității în oportunități politice și economice în diferite țări din Africa. Acestea  sunt depășite numeric de către descendenții născuți în Statele Unite, și împreună au compus o valoare estimată de 2,9 milioane în 2008.

### Americanii asiatici
O a treia minoritate semnificativă este populația Asiatică - Americană, care cuprinde 13.4 milioane în 2008, sau 4,4% din populația SUA. California este casa, a 4,5 milioane de americani din Asia, în timp ce 495,000 trăiesc în Hawaii, unde se aduna  la cei 38.5 % din oameni insule. Aceasta este cea mai mare cota a oricărui stat. Americani din Asia trăiesc în întreaga țară, și sunt, de asemenea, găsiți  în număr mare în New York City, Chicago, Boston, Houston, și alte centre urbane. Ele nu sunt în nici un caz un grup monolitic. Cea mai mare sub-grupă sunt imigranți sau descendenți ai imigranților din Filipine, China, India, Brunei, Malaezia, Vietnam, Cambodgia, Coreea de Sud, Japonia și Thailanda. În timp ce populația din Asia americană este, în general, un plus destul de recent pentru a amesteca națiunii etnice, valuri destul de mare de chinezi, filipinezi și imigrați japonezi au fost la mijlocul și la sfârșitul anului 1800.

### Două sau mai multe rase
Multirasialii americani numără, 7.0 milioane în 2008, sau 2,3% din populație. Aceștia pot fi orice combinație de rase (alb, negru sau afro-americani, asiatici, indieni americani sau nativi din Alaska, native din Hawai sau alte insulari din Pacific, "alte rase") și etnii.  Statele Unite are o mișcare tot mai mare de identități multirasiale. Amalgamarea sau căsătoriile interrasiale, mai ales între albi și negri, a fost considerată imorală și ilegală în majoritatea statelor până în secolul al 20-lea. Demografii afirmă că poporul american a fost în cea mai mare parte format din descendenți multi-etnici de diferite naționalități imigrante cultural distincte până la asimilare și integrare, ce a avut loc la mijlocul secolului 20.

### Indienii americani și nativii din Alaska
Popoarele  indigene din America, cum ar fi indienii americani și inuiții, alcătuiesc 0,8% din populație în 2008, 2.4 milioane de persoane.Un număr suplimentar de 2.3 milioane personae și-au declarat strămoșii  parțial indieni americani sau nativi din Alaska. Juridic denumirea oficială de nativ american de origine a stârnit controverse de demografie, națiunile tribale și a oficialilor guvernamentali pentru multe decenii. Legile sângelui cuantice sunt complexe și contradictorii în admiterea de noi membri tribali, sau pentru recenzori să accepte cererile respondentului fără documente oficiale de la Biroul american de afaceri indian. Oamenii de știință genetică estimează că peste 15 milioane de americani, pot fi un sfert sau mai puțin de origine indiană din America.
Confruntându-se cu dispariția în rasă sau cultură, a existat o renaștere remarcabilă a identității nativ americane tribale în secolul 20. 70000 Cherokee trăiesc în Oklahoma în Nation Cherokee, și 15.000 în Carolina de Nord pe rămășițele pamântului strămoșilor lor. Al doilea mare grup de trib este Navajo, care se numesc "cina" și trăiesc pe  16 milioane acri (65.000 km ²) acoperind nord-estul rezervației indiene din  Arizona, nord-vestul din New Mexico și sud-estul Utah. Acesta este casa, a jumătate din membrii națiunii Navajo, 450,000. Al treilea mare grup este Lakota (Sioux), națiunii situate în statele Minnesota, Montana, Nebraska, Wyoming și de Nord și Dakota de Sud.

### Hawaienii și alte insule din Pacific
Nativii hawaieni și alte popoare din Pacific insularii numără 427,810 în 2008, sau 0,14% din populație. În plus, aproape la fel de mulți au raportat parțial ca având strămoși nativi din Hawaii, pentru un total de 829,949 de persoane. Acest grup constituie rasa cu cea mai mică minoritate în Statele Unite. Desi cifrele arată că mai mult de jumătate sunt "pur sânge”, majoritatea nativilor Hawaieni de pe lanțul insular din Hawaii se spune că sunt foarte amestecati cu Asiaticii, Europenii și altele. Doar 1 din 50 nativ Hawaieni poate fi definit din punct de vedere legal "pur sânge", iar unii demografi cred că până în anul 2025, ultimul pur sânge nativ Hawaian va muri, lăsând o populatie distinct culturală, dar rasial mixtă. Cu toate acestea, există mai multă auto-desemnare individuală a nativului Hawaiian decât înainte ca SUA să anexeze insulele in 1898. Nativii Hawaieni primesc reparatii strămoșeșto ale terenurilor. De-a lungul Hawaii, conservarea și adaptarea universală a obiceiurilor native Hawaiene: limba maternă, limba hawaiană, școlile culturale exclusiv pentru studenții din punct de vedere nativ Hawaii, istorice și de conștientizare a câștigat un puls pentru Hawaienii nativi.

### Alte rase
La recensământul din 2000, aceasta Categorie non-standard, a fost destinată în special pentru a capta răspunsuri, cum ar fi mestișii și mulatrii, două grupuri mari multirasiale în majoritatea țărilor de origine hispanică si latino americană. În 2008, 15.0 milioane de persoane, aproape 5% din totalul populației SUA, au fost estimate a fi “alte rase", cu 95% dintre ele fiind spanioli sau latini.
Datorită statutului acestei categorii non-standard, statisticile de la agențiile guvernamentale, altele decât Census Bureau (de exemplu: Centrul pentru Controlul Bolilor privind o statistica vitală, sau statisticile FBI a criminalității), dar, de asemenea, Biroul de Estimări a Populației, omite grupul "alte rase" și includ cea mai mare parte din acest grup în categoria de oamenilor de culoare albă, prin urmare, inclusiv marea majoritate (aproximativ 90%) din spaniolii americani și latini în rândul populației albe. De exemplu în acest sens, se vedea The World Factbook, publicate de Central Intelligence Agency.

## Americanii spanioli și latinii
"Spanioli sau de origine latini" este o auto-desemnare făcută de 47 de milioane de americani, începând din 2008. Ei au originile în națiunile vorbitoare de limba spaniolă din America Latină, în principal, în timp ce un mic procent au origini în Spania. Cu toate acestea, există zeci de mii de alte locuri, precum: 0,2% din spanioli americani și Latini sunt imigranți din Asia, de exemplu. Ca și în țările lor de origine, grupul este eterogen în diverse moduri, inclusiv de rasă și origine.
Census Bureau definește"spanioli sau de origine latini" astfel :
"Pentru recensământului din anul 2000, Sondajele Comunitații Americane: Oamenii care se identifică cu termenii" hispanic "sau" Latin " sunt cei care se clasifică în una din categoriile specifice spanioli sau latini listate pe Recensamantul 2000 sau chestionar SCA - "Mexican", "Portorican", sau "Cubanez", precum și cele care indică faptul că acestea sunt "alti spanioli, spanioli sau latini." Originea poate fi privită ca patrimoniu, grupul de naționalitate, neamul, sau de țara de naștere a persoanei sau părinții persoanei sau strămoșii înainte de sosirea lor în Statele Unite. Oamenii care identifică originea lor ca spaniolă, spanioli sau latini pot fi de orice rasă.”
Deoarece acest grup nu este (și nici nu a fost vreodată) o rasă, cea mai mare minoritate rasială sunt negrii sau afro-americani, la 13% din populație. Țara ce conduce din punct de vadere al originii hispanice pentru americani este  Mexic (30,7 milioane), urmată de Puerto Rico (4,2 milioane) și Cuba (1,6 milioane), începând din 2008.
Compoziția rasială a hispanicilor americani și latini este dominată de persoanele care se auto-identifică drept albe, deoarece acestea reprezintă 62,4% din grupul în SCA. A doua poziție este ocupată de spanioli și latini de “alte rase ", care reprezintă 30,5%. Oficial (de exemplu, pentru PEP) majoritatea este mult mai mare: 91,9% albi, acolo nefiind " alte rase" în estimările oficiale. În estimările oficiale, negrii sau afro-americanii spanioli sunt al doilea grup ca mărime, cu 1,9 milioane persoane, sau 4,0% din întregul grup. Spaniolii rămași sunt numărați după cum urmează pe PEP: în primul rând 1,6% indiană din America de Alaska și nativ, 1,5% două sau mai multe rase, 0,7% din Asia, și 0,03% nativ Hawaiană și alți Pacific insulari. Per ACS: 3,9% Două sau mai multe rase, de 1,9% negru sau afro-americani, 1,0% indieni americani și Alaska nativ, 0,4% din Asia, și 0,05% nativ Hawaiană și alți Pacific insulari.
Spaniolii sau latinii sunt o populație tânără și cu creștere rapidă, ca urmare a imigrației și rate de natalitate mai ridicate. Ea a contribuit de zeci de ani într-o modalitate importantă de câștiguri pentru populatia din SUA, iar acest lucru arată că este de așteptat să continue pe mai multe decenii. Proiectele Census Bureau, arată că până în 2050, că un sfert din populație vor fi spanioli sau latino.
| Țara de proveniență 1790 | Țara de proveniență 1790 | Țara de proveniență 1790 | Țara de proveniență 2000 | Țara de proveniență 2000 | Țara de proveniență 2000 |
| Origine                  | Număr (estimare 1790)    | % din total              | Origine                  | Număr (2000)             | % din total              |
| ------------------------ | ------------------------ | ------------------------ | ------------------------ | ------------------------ | ------------------------ |
| Englezi                  | 1,900,000                | 47.5                     | Germani                  | 42,885,162               | 15.2                     |
| Africani                 | 750,000                  | 19.0                     | Africani                 | 36,419,434               | 12.9                     |
| Irlandezi                | 320,000                  | 8.0                      | Irlandezi                | 30,594,130               | 10.9                     |
| Germani                  | 280,000                  | 7.0                      | Englezi                  | 24,515,138               | 8.7                      |
| Irlandezi                | 200,000                  | 5.0                      | Mexicani                 | 20,640,711               | 7.3                      |
| Scoțieni                 | 160,000                  | 4.0                      | Italieni                 | 15,723,555               | 5.6                      |
| Galezi                   | 120,000                  | 3.0                      | Francezi                 | 10,846,018               | 3.9                      |
| Olandezi                 | 100,000                  | 2.5                      | Spanioli                 | 10,017,244               | 3.6                      |
| Francezi                 | 80,000                   | 2.0                      | Polonezi                 | 8,977,444                | 3.2                      |
| Nativi                   | 50,000                   | 1.0                      | Scoțieni                 | 4,890,581                | 1.7                      |
| Spanioli                 | 20,000                   | 0.5                      | Olandezi                 | 4,542,494                | 1.6                      |
| Suedezi și alții         | 20,000                   | 0.5                      | Norvegieni               | 4,477,725                | 1.6                      |
| Total                    | 4,000,000                | 100                      | Nativi                   | 4,119,301                | 1.5                      |
|                          |                          |                          | Suedezi                  | 3,998,310                | 1.4                      |
|                          |                          |                          | Porto-Ricani             | 3,406,178                | 1.2                      |
|                          |                          |                          | Ruși                     | 2,652,214                | 0.9                      |
|                          |                          |                          | Chinezi                  | 2,432,585                | 0.9                      |
|                          |                          |                          | Total                    | 281,421,906              | N/A                      |